# ゆうしお型潜水艦
ゆうしお型潜水艦（ゆうしおがたせんすいかん、英語: Yushio-class submarine）は海上自衛隊が運用していた通常動力型潜水艦の艦級。
うずしお型（42SS）の発展型であり、涙滴型潜水艦の第2世代にあたる。第4次防衛力整備計画および五三・五六中業により、昭和50年度から昭和60年度計画にかけて10隻が建造された。

## 来歴
海上自衛隊では、第3次防衛力整備計画で建造に着手したうずしお型（42SS）において、涙滴型船型・1軸推進方式のいわゆるSSS（Single Screw Submarine）型潜水艦の整備に着手した。同型では、船型・推進方式の刷新とともに、統合ソナーの採用および順次の更新など、装備面でも多くの改良が図られていた。しかし、従来潜水艦を大きく上回る1,850トン級という大きさにもかかわらず、これ以上の装備更新は困難であり、また静粛化の面でも不十分な点が指摘されるようになっていた。このことから、うずしお型の基本コンセプトを踏襲しつつ、より大型化させるなど発展させて開発されたのが本型である。
計画が本格的に着手されたのは昭和48年度初めごろであり、ネームシップは昭和50年度計画によって建造されることになった。

## 設計
本型は、1,850トン級のうずしお型（42SS）を元に胴体を4メートル延長して、武器・操縦システムの増強、潜航深度の増大、スクリューの改善および防振・防音措置の強化による静粛性向上を図ったものである。当初は2,400トン超級への大型化が懸念されていたが、新開発のNS80調質高張力鋼の採用によって、2,200トン級でおさめることに成功した。
基本的な設計思想は42SSと同様であり、船型はSSS型（涙滴型船型・1軸推進方式）、構造様式は複殻式で、耐圧殻はシェーカー型、甲板は3層構成である。ただし耐圧殻素材としては、上記の通り、新開発のNS80調質高張力鋼（降伏耐力80 kgf/mm2）が導入された。S122計画艦（1,2番艦）では42SSで用いられていたNS63調質高張力鋼との混用であったが、S123計画艦（3番艦以降）では、耐圧殻全体にNS80が用いられるようになり、潜航深度が更に増大した。また船体の延長に伴い、セイル後方に平行部分ができた。なおハッチ構成については、うずしお型の後期建造型では魚雷搭載口と中部昇降口を兼用化して開口部を減らすことで潜航深度の増大を図っていたが、動線の面で非合理的な部分が多く、本型では再び分離された。
機関構成と出力はうずしお型最終型（S119A計画艦、47SS）と同様であるが、主蓄電池には容量増大および放電効率の改善などの改良が加えられており、内部構造の改善によって2段式として充電時間の短縮と補給水の減少を図ったものと推測されている。あわせて新開発の大容量電流遮断機なども搭載され、水中持続力が向上した。なお、水中放射雑音低減のため、推進器としては5翔式のスキュー付きスクリュープロペラが初採用されたほか、主電動機の回転数減少、プレーリー・マスカー遮音装置の装備（1番艦は後日装備）などが行われた。
なお、2番艦となる予定であった昭和51年度計画艦（51SS）は燃料電池搭載のため300トンの大型化が検討されていたが、財政状況などを考慮して従来通りの2,200トン級として大蔵要求されたもののこれも認可されず、2番艦の建造は昭和52年度計画に順延されることになった。

## 装備

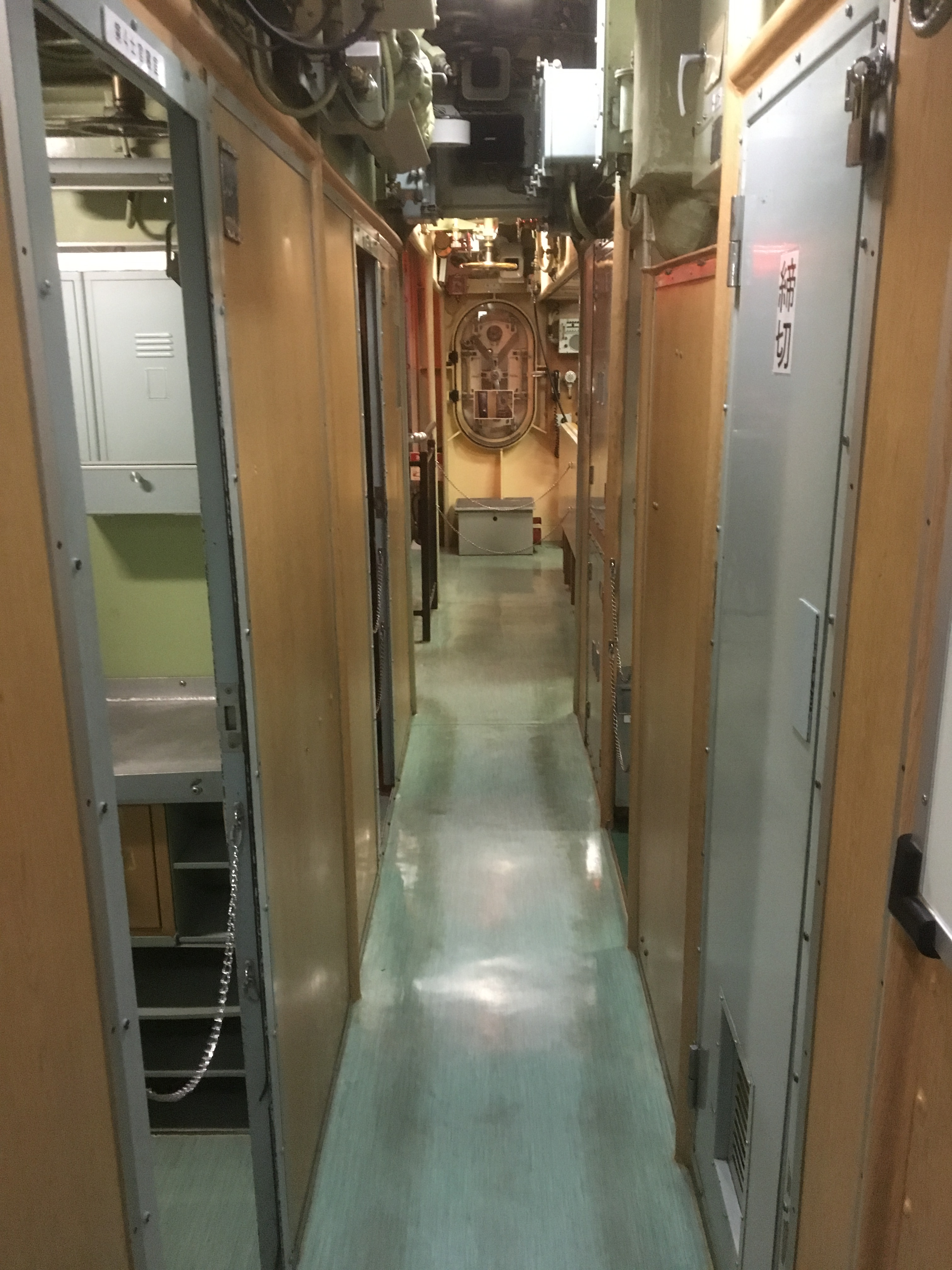
海上自衛隊呉史料館に展示されている7番艦「あきしお」の内部

装備面での最大の特徴が、潜水艦指揮管制装置（SCDS）の導入である。これは、うずしお型最終型で採用された魚雷発射指揮装置のディスプレイ機能を発展させたもので、測的機器や航海計器からのデータを受信して目標の運動解析を行い、戦術情報の提供、攻撃兵器の発射と航法の支援、有線誘導魚雷の管制などの機能を備えている。1〜6番艦で搭載されたZYQ-1はAN/UYK-20電子計算機を用いたデジタル化システムであり、複数目標への対処を実現した。また7〜10番艦ではZYQ-2に更新され、システム化が更に進展したほか、潜水艦用慣性航法装置（SINS）も導入された。
ソナーについては、当初はうずしお型最終型で採用された、艦首装備のZQQ-3統合ソナーとセイル中段前縁装備のSQS-36J探信儀の組み合わせが踏襲されたが、6番艦「はましお」（56SS）以降では、統合ソナーは完全デジタル式のZQQ-4に更新され、またSQS-36Jの装備位置も潜舵の下方に変更されたほか、セイル後部に魚雷警報装置が装備されて、コブ状の突起ができている。さらに昭和62年度計画で、4番艦「おきしお」は、アメリカから対外有償軍事援助（FMS）で購入したAN/BQR-15曳航ソナー（STASS）を搭載し、これにともなってセイル脇から艦尾にむけて鞘が設置された。この改正は他の艦にも逐次実施された。なお潜望鏡配置としては、従来とは逆に、哨戒潜望鏡が前、攻撃潜望鏡が後ろとなっている。
魚雷発射管の配置は、船体中部に片舷あたり3門ずつ、計6門を搭載するといううずしお型の方式を踏襲しているが、その形式はHU-603に更新された。搭載魚雷としては80式及び72式1型魚雷を運用する。また5番艦「なだしお」以降の6隻はハープーン対艦ミサイルの運用能力を持ち、水上排水量が2,250tに増大した（2番艦は1986年に、4番艦は1988年に、それぞれ付与された）。

## 比較表
|            |            | たいげい型                   | そうりゅう型           | そうりゅう型                   | おやしお型          | はるしお型          | ゆうしお型          | うずしお型          |
| 11番艦から | 10番艦まで | たいげい型                   |                        |                                | おやしお型          | はるしお型          | ゆうしお型          | うずしお型          |
| ---------- | ---------- | ---------------------------- | ---------------------- | ------------------------------ | ------------------- | ------------------- | ------------------- | ------------------- |
| 船体       | 船型       | 葉巻型                       | 葉巻型                 | 葉巻型                         | 葉巻型              | 涙滴型              | 涙滴型              | 涙滴型              |
| 船体       | 基準排水量 | 3,000トン                    | 2,950トン              | 2,950トン                      | 2,750トン           | 2,450トン           | 2,200トン           | 1,850トン           |
| 船体       | 水中排水量 | 不明                         | 4,200トン              | 4,200トン                      | 3,500トン           | 3,200トン           | 2,900トン           | 2,450トン           |
| 船体       | 全長       | 84.0 m                       | 84.0 m                 | 84.0 m                         | 82.0 m              | 77.0 m              | 76.0 m              | 72.0 m              |
| 船体       | 全幅       | 9.1 m                        | 9.1 m                  | 9.1 m                          | 8.9 m               | 10.0 m              | 9.9 m               | 9.9 m               |
| 船体       | 深さ       | 10.4 m                       | 10.3 m                 | 10.3 m                         | 10.3 m              | 10.5 m              | 10.2 m              | 10.1 m              |
| 船体       | 吃水       | 不明                         | 8.5 m                  | 8.5 m                          | 7.4 m               | 7.7 m               | 7.4 m               | 7.5 m               |
| 主機       | 機関       | ディーゼル+電動機            | ディーゼル+電動機      | ディーゼル+スターリング+電動機 | ディーゼル+電動機   | ディーゼル+電動機   | ディーゼル+電動機   | ディーゼル+電動機   |
| 主機       | 方式       | D・E                         | D・E                   | D・S・E                        | D・E                | D・E                | D・E                | D・E                |
| 主機       | 水上出力   | 不明                         | 3,900 PS               | 3,900 PS                       | 3,400 PS            | 3,400 PS            | 3,400 PS            | 3,400 PS            |
| 主機       | 水中出力   | 6,000 PS                     | 8,000 PS               | 8,000 PS                       | 7,700 PS            | 7,200 PS            | 7,200 PS            | 7,200 PS            |
| 主機       | 水上速力   | 不明                         | 13ノット               | 13ノット                       | 12ノット            | 12ノット            | 12ノット            | 12ノット            |
| 主機       | 水中速力   | 20ノット                     | 20ノット               | 20ノット                       | 20ノット            | 20ノット            | 20ノット            | 20ノット            |
| 兵装       | 水雷       | 533mm魚雷発射管×6門          | 533mm魚雷発射管×6門    | 533mm魚雷発射管×6門            | 533mm魚雷発射管×6門 | 533mm魚雷発射管×6門 | 533mm魚雷発射管×6門 | 533mm魚雷発射管×6門 |
| 兵装       | その他     | 潜水艦魚雷防御システム       | 潜水艦魚雷防御システム | 潜水艦魚雷防御システム         | ―                   | ―                   | ―                   | ―                   |
| 同型艦数   | 同型艦数   | 3隻 （1隻艤装中、3隻建造中） | 12隻                   | 12隻                           | 11隻                | 7隻 （退役）        | 10隻 （退役）       | 7隻 （退役）        |

## 同型艦
おやしお型の配備開始を念頭に、1996年より除籍と練習潜水艦への種別変更がおこなわれ、所要の改造を施した後、訓練任務、対潜水艦戦演習の標的任務等に従事。2000年3月には練習潜水隊が新たに編成され、ATSS-8008「せとしお」（旧SS-575）はTSS-3602に再度種別変更された。
2008年（平成20年）3月7日付で除籍した、練習潜水艦「ゆきしお」(旧:SS-581・TSS-3605)をもって、ゆうしお型潜水艦全艦が退役完了した。

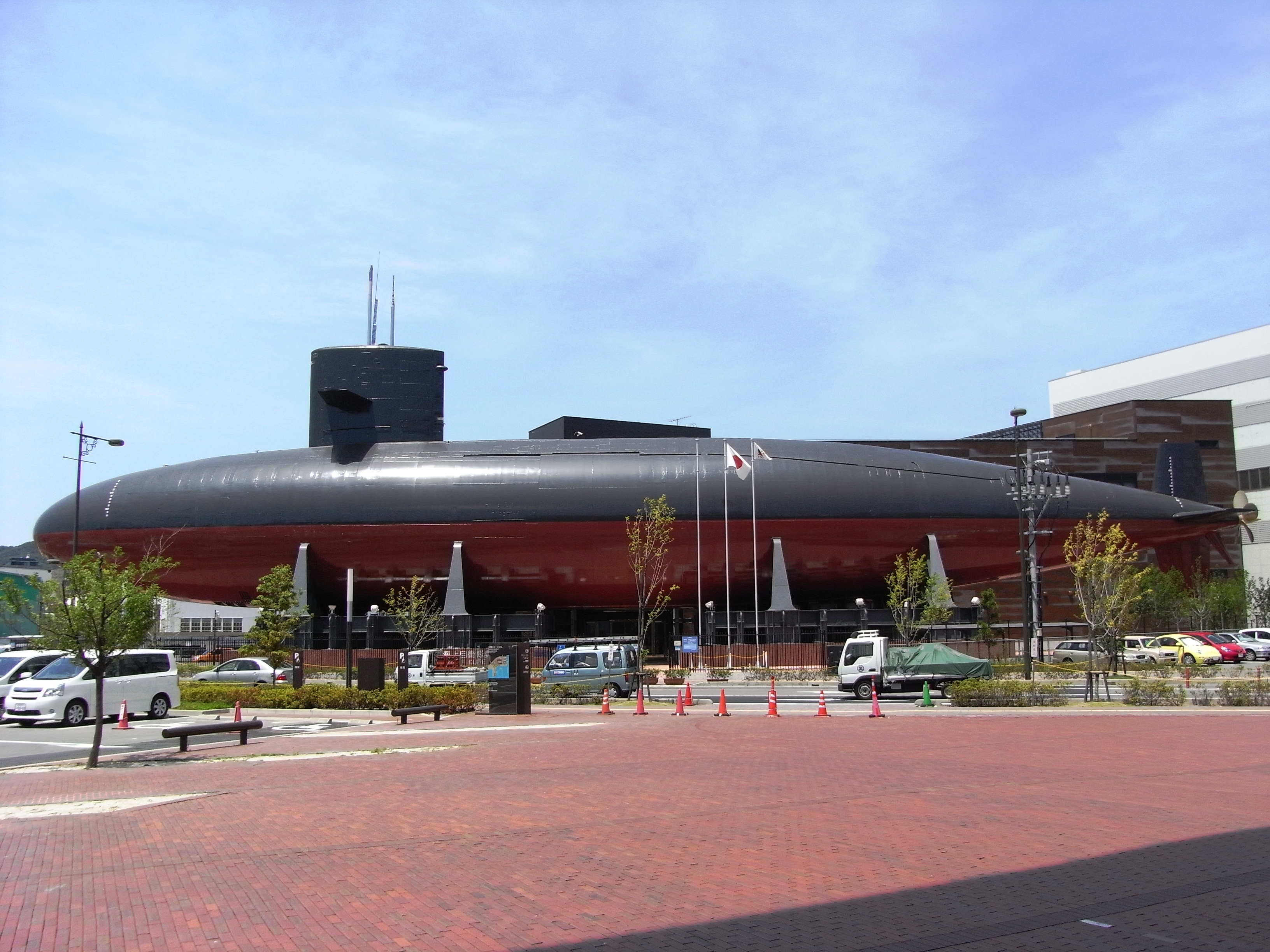
博物館になった｢あきしお｣

1986年（昭和61年）に就役し、2004年（平成16年）3月に用途廃止となった7番艦「あきしお」は、2007年（平成19年）から海上自衛隊呉史料館に建築基準法上の建物として展示されている。
| 艦番号                    | 艦名     | 建造                  | 起工                         | 進水                        | 竣工                        | 特務艦への 艦籍変更         | 練習潜水艦への 艦籍変更     | 除籍                        |
| ------------------------- | -------- | --------------------- | ---------------------------- | --------------------------- | --------------------------- | --------------------------- | --------------------------- | --------------------------- |
| SS-573 ATSS-8006          | ゆうしお | 三菱重工業 神戸造船所 | 1976年 （昭和51年） 12月21日 | 1979年 （昭和54年） 3月29日 | 1980年 （昭和55年） 2月26日 | 1996年 （平成8年） 8月1日   | -------                     | 1999年 （平成11年） 3月11日 |
| SS-574 ATSS-8007          | もちしお | 川崎造船 神戸工場     | 1978年 （昭和53年） 5月9日   | 1980年 （昭和55年） 3月12日 | 1981年 （昭和56年） 3月5日  | 1997年 （平成9年） 8月1日   | -------                     | 2000年 （平成12年） 3月11日 |
| SS-575 ATSS-8008 TSS-3602 | せとしお | 三菱重工業 神戸造船所 | 1979年 （昭和54年） 4月17日  | 1981年 （昭和56年） 2月10日 | 1982年 （昭和57年） 3月17日 | 1999年 （平成11年） 3月10日 | 2000年 （平成12年） 3月9日  | 2001年 （平成13年） 3月30日 |
| SS-576 TSS-3603           | おきしお | 川崎造船 神戸工場     | 1980年 （昭和55年） 4月17日  | 1982年 （昭和57年） 3月5日  | 1983年 （昭和58年） 3月1日  | -------                     | 2001年 （平成13年） 3月29日 | 2003年 （平成15年） 3月1日  |
| SS-577                    | なだしお | 三菱重工業 神戸造船所 | 1981年 （昭和56年） 4月16日  | 1983年 （昭和58年） 1月27日 | 1984年 （昭和59年） 3月6日  | -------                     | -------                     | 2001年 （平成13年） 6月1日  |
| SS-578 TSS-3604           | はましお | 川崎造船 神戸工場     | 1982年 （昭和57年） 4月8日   | 1984年 （昭和59年） 2月1日  | 1985年 （昭和60年） 3月5日  | -------                     | 2003年 （平成15年） 3月4日  | 2006年 （平成18年） 3月9日  |
| SS-579                    | あきしお | 三菱重工業 神戸造船所 | 1983年 （昭和58年） 4月15日  | 1985年 （昭和60年） 1月22日 | 1986年 （昭和61年） 3月5日  | -------                     | -------                     | 2004年 （平成16年） 3月3日  |
| SS-580                    | たけしお | 川崎造船 神戸工場     | 1984年 （昭和59年） 4月3日   | 1986年 （昭和61年） 2月19日 | 1987年 （昭和62年） 3月3日  | -------                     | -------                     | 2005年 （平成17年） 3月9日  |
| SS-581 TSS-3605           | ゆきしお | 三菱重工業 神戸造船所 | 1985年 （昭和60年） 4月11日  | 1987年 （昭和62年） 1月23日 | 1988年 （昭和63年） 3月11日 | -------                     | 2006年 （平成18年） 3月9日  | 2008年 （平成20年） 3月7日  |
| SS-582                    | さちしお | 川崎造船 神戸工場     | 1986年 （昭和61年） 4月11日  | 1988年 （昭和63年） 2月17日 | 1989年 （平成1年） 3月24日  | -------                     | -------                     | 2006年 （平成18年） 4月14日 |

## 登場作品

### 映画
『アナザー・ウェイ ―D機関情報―』
「なだしお」が架空の日本海軍潜水艦「伊51」役で登場。
『ガメラ 大怪獣空中決戦』
護衛艦隊とともにガメラを捜索し、紀伊半島周辺海域にて発見する。
『ゴジラvsスペースゴジラ』
「ゆきしお」が登場。国連Gフォースの潜水艦としてGフォース海軍に参加しており、鹿児島湾を侵攻するゴジラの映像を、司令室に送信する。
『沈黙の艦隊』
「あきしお」が撮影で利用された。

### アニメ・漫画
『マーズ』
ソノラマ文庫版にて、「なだしお」と「はましお」が登場。
『勇者王ガオガイガー』
架空艦「やまうみ」が登場。東京湾内を航行中にゾンダー化した深海探査艇「りゅうぐう9000」と接触し、乗員が脱出した直後に「りゅうぐう9000」に取り込まれてしまう。

### 小説
『死都日本』
「もちしお」が登場。
『大逆転!レイテ海戦 栗田艦隊、レイテ湾に突入す!』（檜山良昭作。架空戦記小説）
「ゆきしお」が登場。おやしお型潜水艦「おやしお」と共に、フィリピン海でソ連海軍の監視と哨戒を行う。
『亡国のイージス』
架空の1番艦「せとしお」が登場。防衛庁長官（当時）直轄部隊（実際はDAIS指揮下）として、反乱を起こした架空のはたかぜ型護衛艦「いそかぜ」を追撃する。なお映画版では、おやしお型潜水艦「たかしお」が「せとしお」を演じている。
『無音潜行』
「さちしお」が登場。日本国内でテロが発生したことで非常事態宣言が出されたため、警戒に当たるべく緊急出港するが、航海中にとある人物を救出したことにより、中国海軍に付け狙われることになる。
『約束の海』（山崎豊子作）
「なだしお」がモデルとした、架空艦「くにしお」が登場。